# Piscine du Belvédère
La piscine du Belvédère (arabe : مسبح البلفيدير), également connue sous le nom de piscine municipale du Belvédère, est une piscine de la ville de Tunis, en Tunisie. 
Construite dans les années 1930, elle est la première piscine tunisoise avant d'être remplacée par celles d'El Menzah et du Gorjani.
Fermé par le Conseil municipal de la ville de Tunis en 2004, le complexe a abrité des compétitions de natation et de water-polo, des combats de boxe et des soirées musicales et artistiques.
Le 15 février 2024, le président de la République, Kaïs Saïed, visite la piscine et ordonne sa réhabilitation par l'administration générale du génie militaire avec celle de la place Pasteur. Il la rouvre le 21 octobre de la même année.